# Mallem
Mallem est une localité des Pays-Bas rattachée à la commune de Berkelland.